# Иван Радев (комунист)
Вижте пояснителната страница за други личности с името Иван Радев.
Иван Атанасов Радев с псевдоним Ефрем е български и гръцки комунистически деец. Участник в комунистическото съпротивително движение по време на Втората световна война. Български партизанин от чета „Петър Ченгелов“. Командир на Втора Пловдивска въстаническа оперативна зона на Народоосвободителна въстаническа армия (НОВА).

## Биография
Иван Радев е роден в 1902 година в голямото костурско село Нестрам, което тогава е в Османската империя. В 1912 година родното му село попада в Гърция. Радев работи като тютюноработник в Ксанти. В 1921 година става член на Гръцкия младежки комунистически съюз.
В 1923 година се изселва в Пловдив и взима дейно участие в дейността на местните профсъюзи и македонски емигрантски организации. В 1927 година е сред учредителите на Работническата партия в Пловдив. Секретар е на Пловдивския районен комитет на БКП (т.с.) от 1929 до 1932 година, а в 1932 – 1934 година работи в пловдивската секция на МОПР. Организира нелегален канал за прехвърляне на хора в СССР през Гърция. През ноември 1934 година е арестуван в Перник и осъден на 12 години затвор.
През август 1935 година успява да избяга от затвора в Пловдив и в края на годината емигрира в Гърция. Работи като технически сътрудник в Централния комитет на Гръцката комунистическа партия. Ръководи техническата дейност в Пирея, а от септември 1937 година – в Солун. Арестуван е на 24 септември, осъден на 1 година затвор и експулсиран в България, където е изпратен да излежава старата си присъда. През 1942 година е в лагера Българово, от който бяга през юли 1943 година.
Преминава в нелегалност и е партизанин в чета „Петър Ченгелов“, на която е политкомисар. От октомври 1943 г. до 26 август 1944 г. е командир на Втора Пловдивска въстаническа оперативна зона на НОВА. Организира взаимодействието на българските партизани с ЕЛАС, гръцките андарти на Андониос Фостеридис и британски военни мисии.
След Деветосептемврийския преврат в 1944 година работи до 1951 година в Българската армия. На 11 септември 1944 г. е назначен за помощник-командир на ІІ Български корпус. Участва в преговорите с ръководството на Съюзническата военна мисия в Беломорието. Военно звание подполковник. 
От 1951 до 1952 година е директор на пивоварна „Каменица“ в Пловдив, от 1952 до 1953 година е директор на „Каменни кариери“ в София, а от 1953 до 1954 година работи в ЦК на БКП. От 1954 до 1963 година е председател на Българския ловно-рибарски съюз. Търговски представител на България в Кипър. Умира в 1969 година.